# Hilliella shuangpaiensis
Hilliella shuangpaiensis là một loài thực vật có hoa trong họ Cải. Loài này được Z.Y.Li mô tả khoa học đầu tiên năm 1988.